# Johann David Köhler
Johann David Köhler, nemški zgodovinar in univerzitetni učitelj, * 18. januar 1684, Colditz, † 10. marec 1755, Göttingen.
V svojem znanstvenem delu se je posvetil preučevanju rimskih kovancev, antičnega orožja in rodoslovju. Velja tudi za enega od začetnikov sodobnega bibliotekarstva.